# Izvoarele din satul Ordășei
Izvoarele din satul Ordășei sunt un monument al naturii de tip hidrologic în raionul Telenești, Republica Moldova. Sunt amplasate pe coasta stângă a râului Răut, satul Ordășei. Ocupă o suprafață de 1,2 ha. Aria protejată este administrată de Primăria satului Ordășei.

## Descriere
Monumentul hidrologic este compus din două izvoare amplasate în perimetrul satului Ordășei: izvorul nr. 1 se află în amonte de podul peste Răut dintre Ordășei și Pistruieni, izvorul nr. 2 este amplasat în aval de același pod. Distanța între ele este de aproximativ 500 m. Ambele izvoare sunt ascunse în subsolul unor mici construcții din piatră de Cosăuți, unde izvorăsc dintr-o țeavă în uluce de beton.
Ambele izvoare sunt cu apă rece, grad de mineralizare oligomineral și descendente din roci compacte din punct de vedere geologic, dar după compoziția chimică izvorul nr. 1 are apă sulfat-hidrocarbonată–sodiu-magnezică (HCO3 – SO4; Na – Mg), în timp ce izvorul nr. 2 are apă sulfat-hidrocarbonată–sodiu-calciu-magnezică (HCO3 – SO4; Na – Ca – Mg). Alte particularități chimice sunt enumerate în tabelul de mai jos:
| Indici             | Parametri                | Parametri                |
| Indici             | Izvorul nr. 1            | Izvorul nr. 2            |
| ------------------ | ------------------------ | ------------------------ |
| pH                 | 7,6-7,7                  | 7,7-8,0                  |
| poluare cu nitrați | 29-63 mg/l (0,6-1,3 CMA) | 32-77 mg/l (0,6-1,5 CMA) |
| mineralizare       | 1.245-1.547 mg/l         | 1.772-2.067 mg/l         |
| duritate           | 2,0-2,4 CMA              | 1,7-1,8 CMA              |

CMA — concentrația maxim admisă

## Statut de protecție
Izvoarele reprezintă obiecte hidrologice de importanță națională, în special pentru amplasamentul pitoresc și un debit mare și constant (20 l/minut la primul izvor și 30 l/minut la al doilea). Sunt o sursă de apă pentru gospodăriile din apropiere, dar apa poate fi utilizată doar în scopuri tehnice, din cauza valorilor ridicate ale durității și  mineralizării și a pericolului de salinizare a solului prin irigație. În preajma izvoarelor cresc arbori solitari și se observă o poluare a solului moderată. Izvorul nr. 2 se află în vecinătatea imediată a unor case de locuit.
Pentru ameliorarea situației ecologice, se recomandă înverzirea terenului adiacent, amenajarea și menținerea construcțiilor izvoarelor, înlăturarea gunoiștilor din apropiere și instalarea unui panou informativ.

## Galerie de imagini
Izvorul din amonte

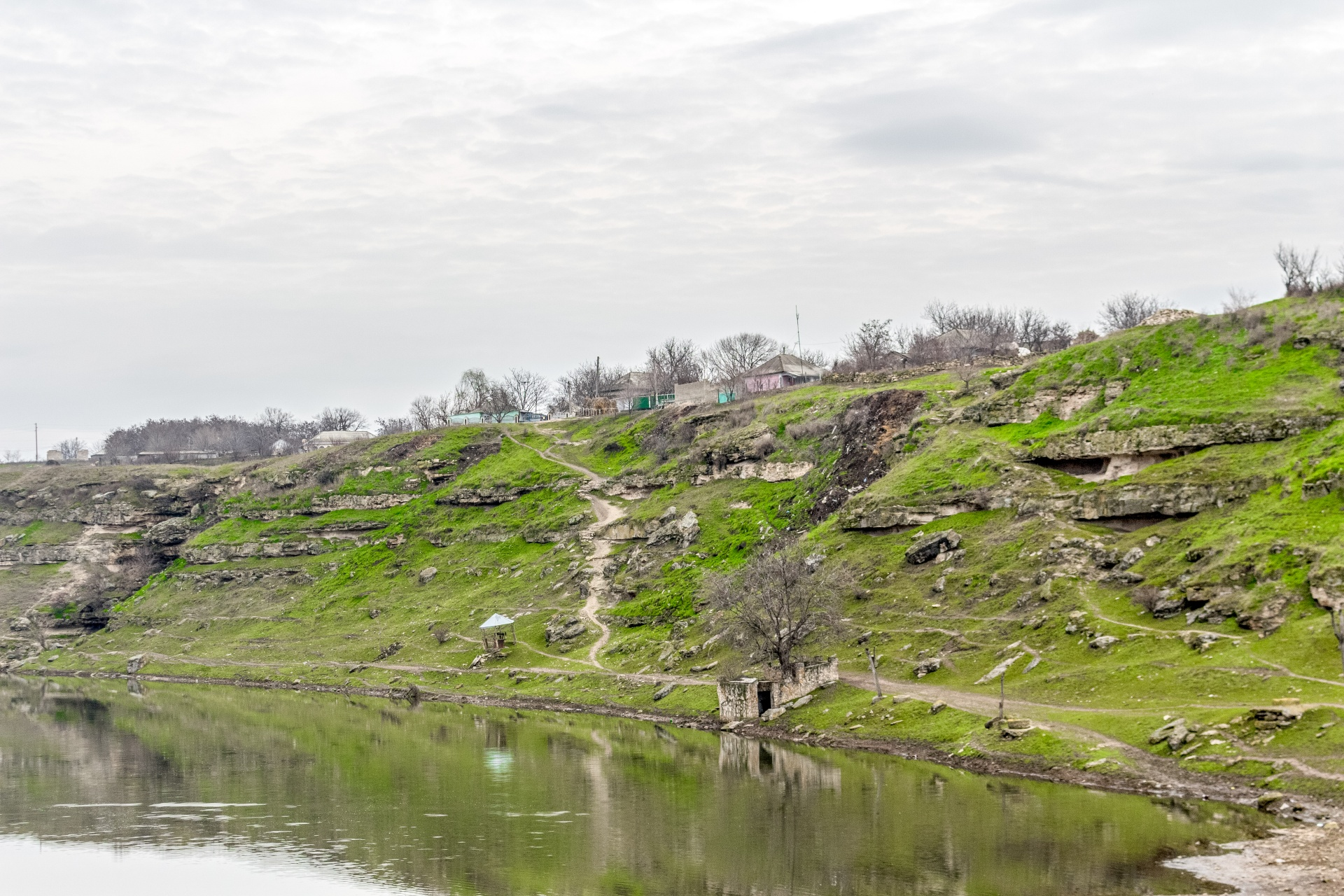
Vedere generală a locului
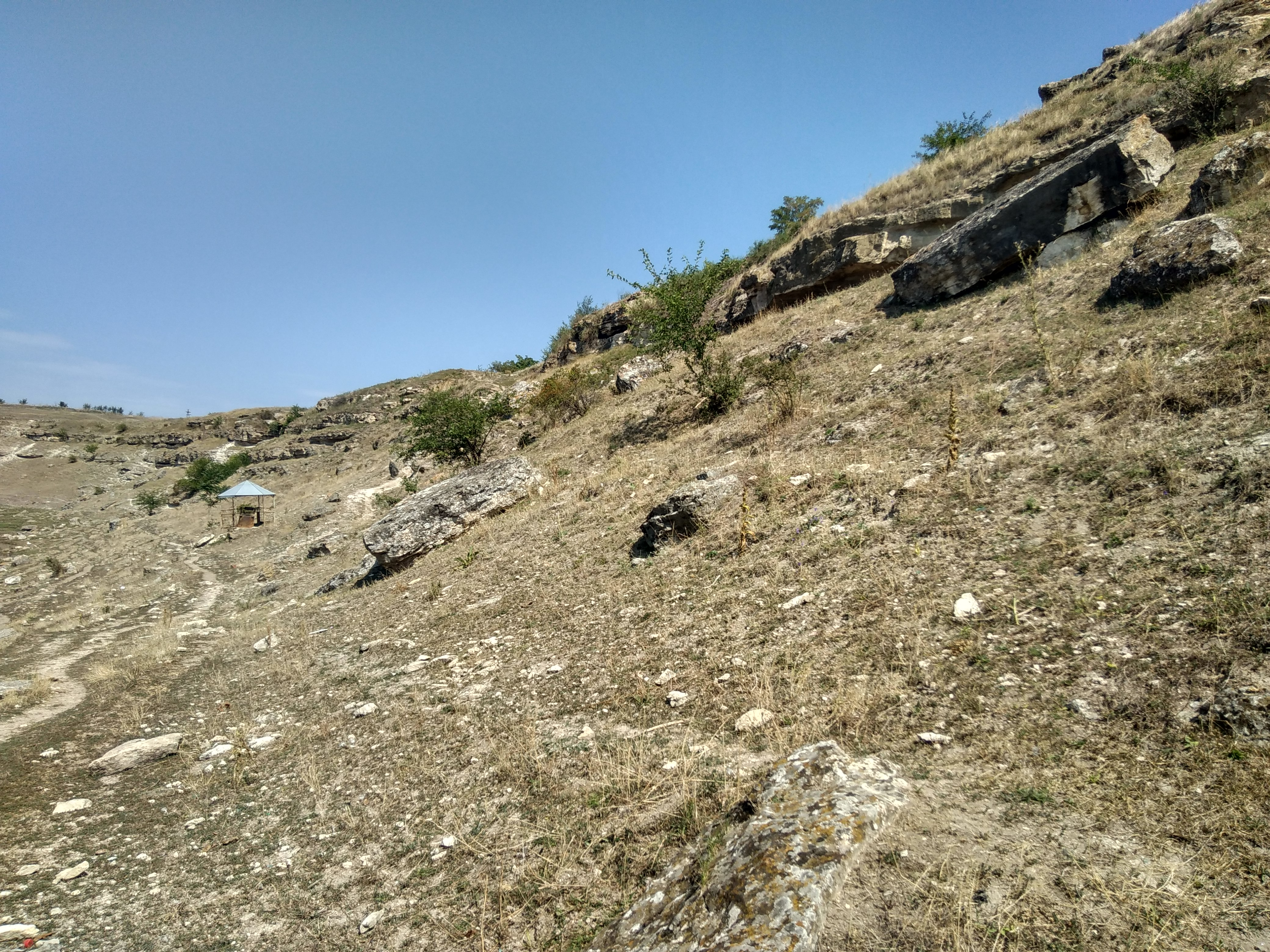
Versantul pietros deasupra izvorului
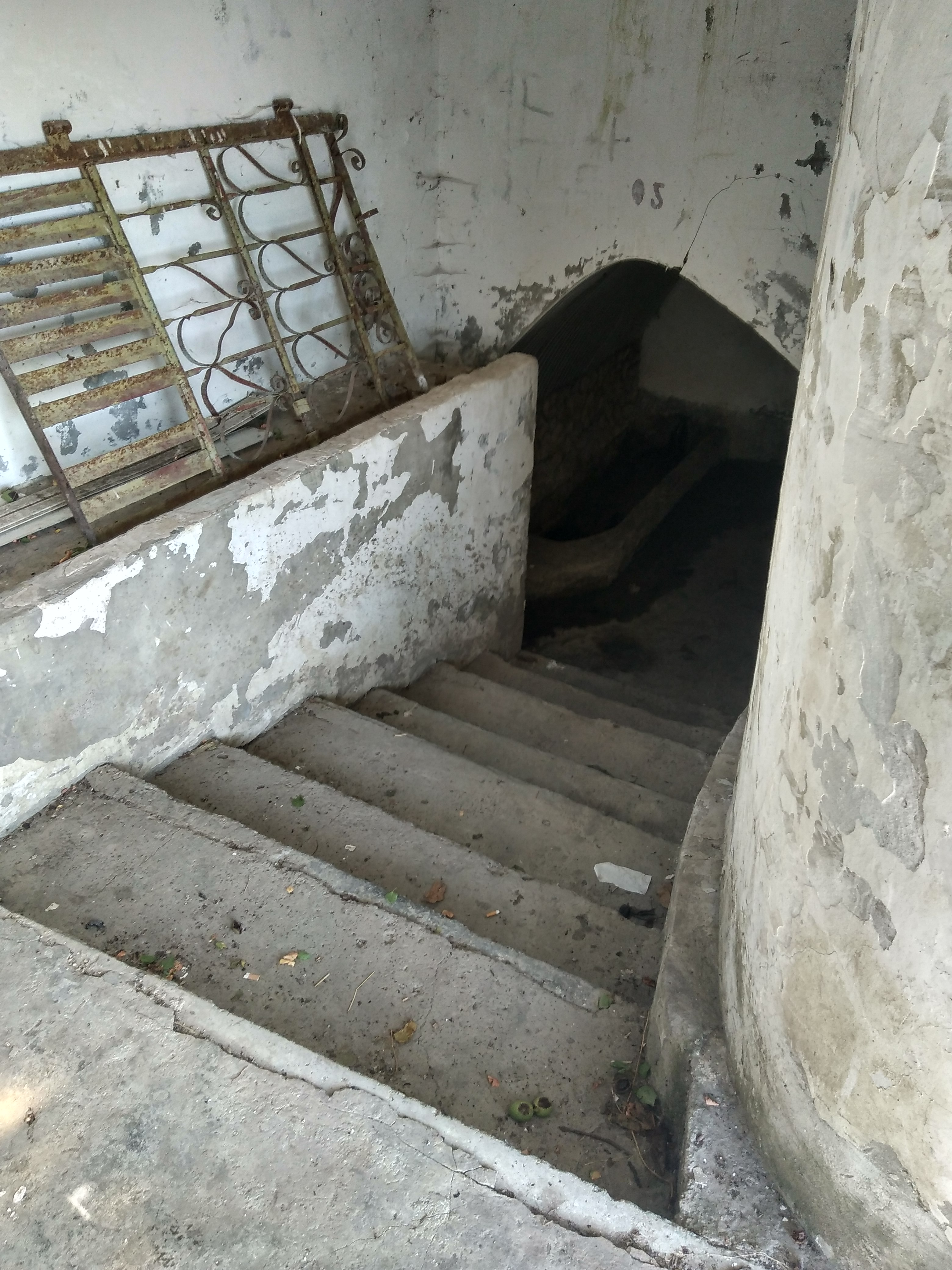
Intrarea
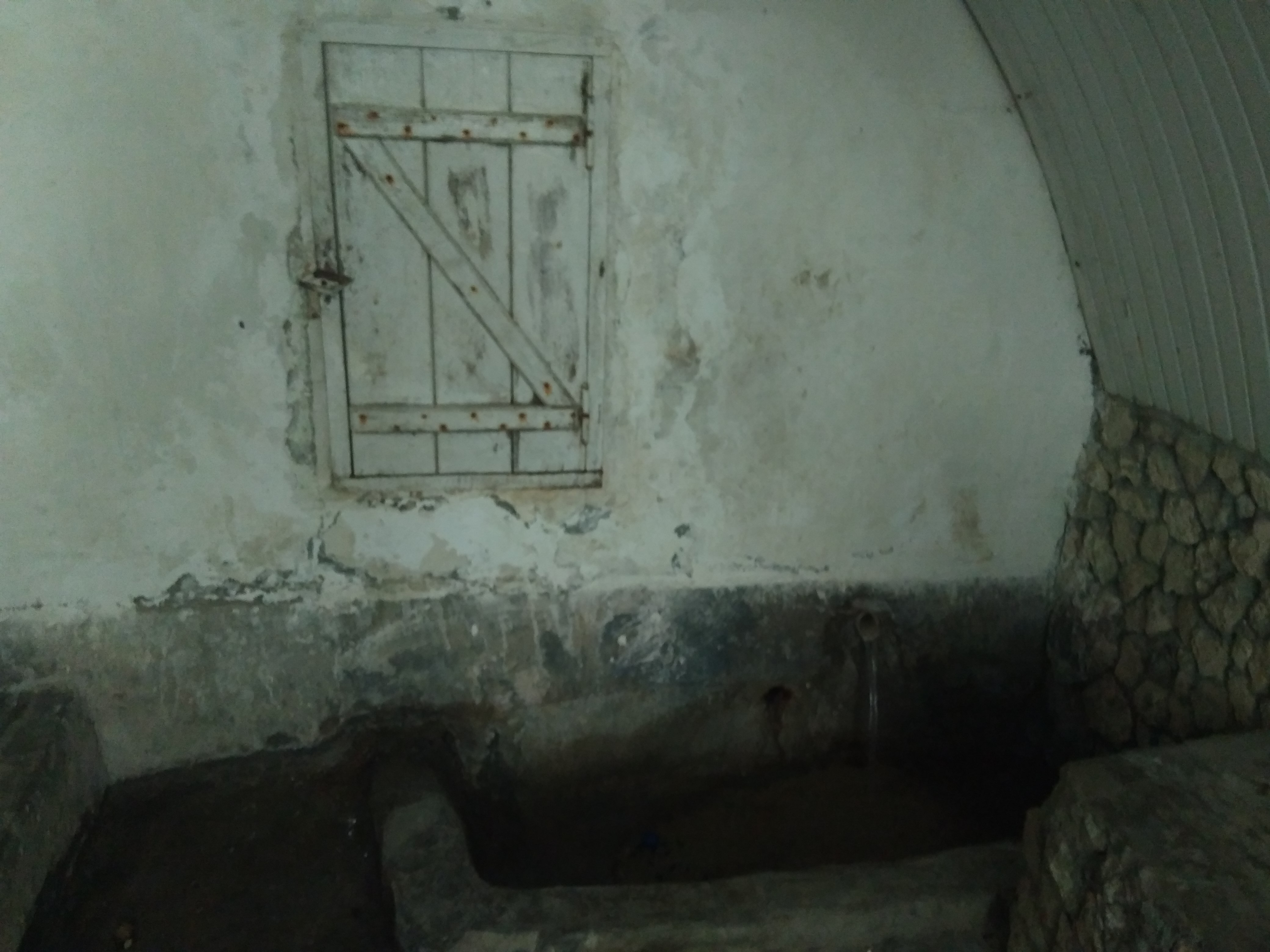
Interior
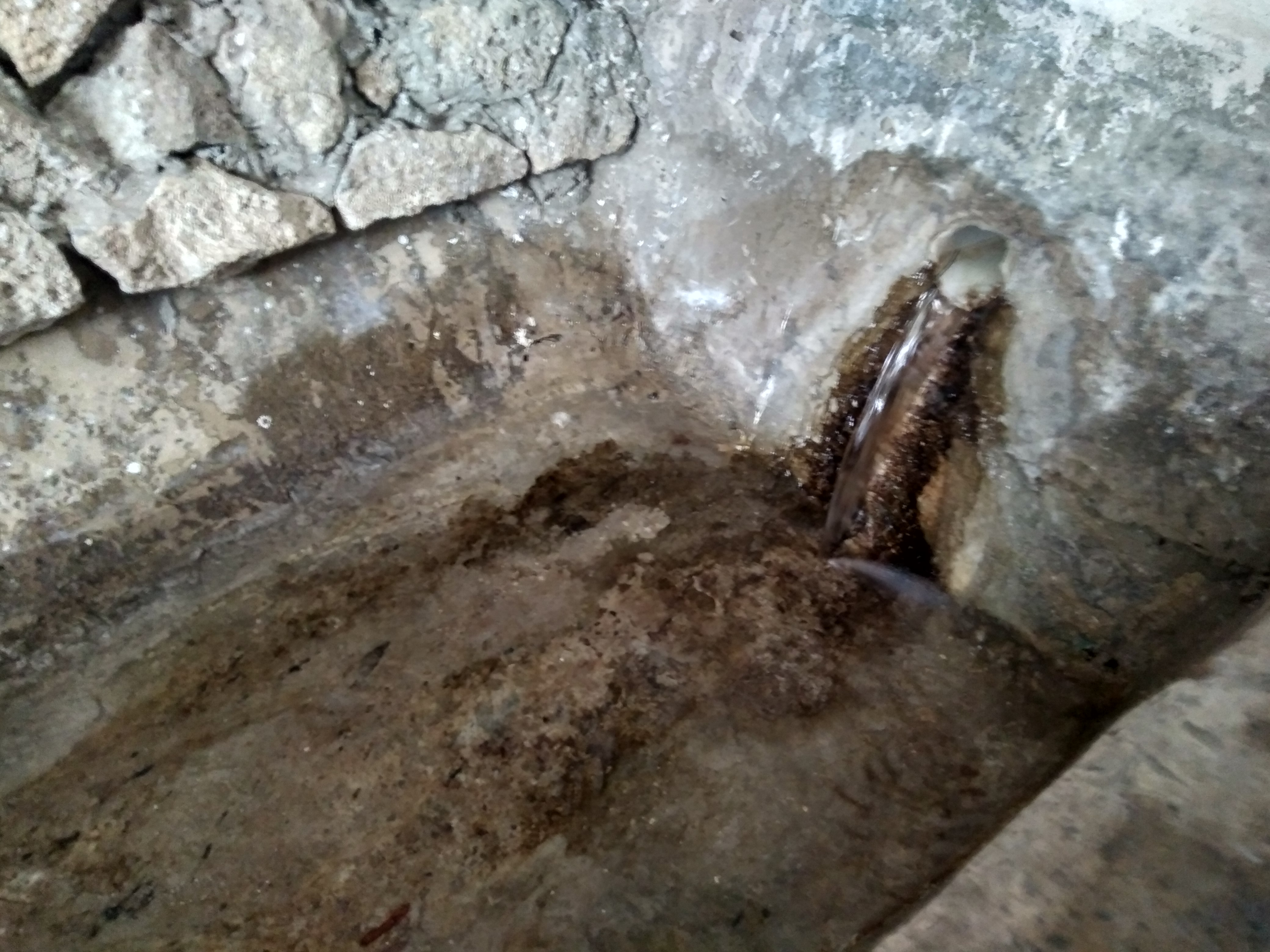
Izvorul
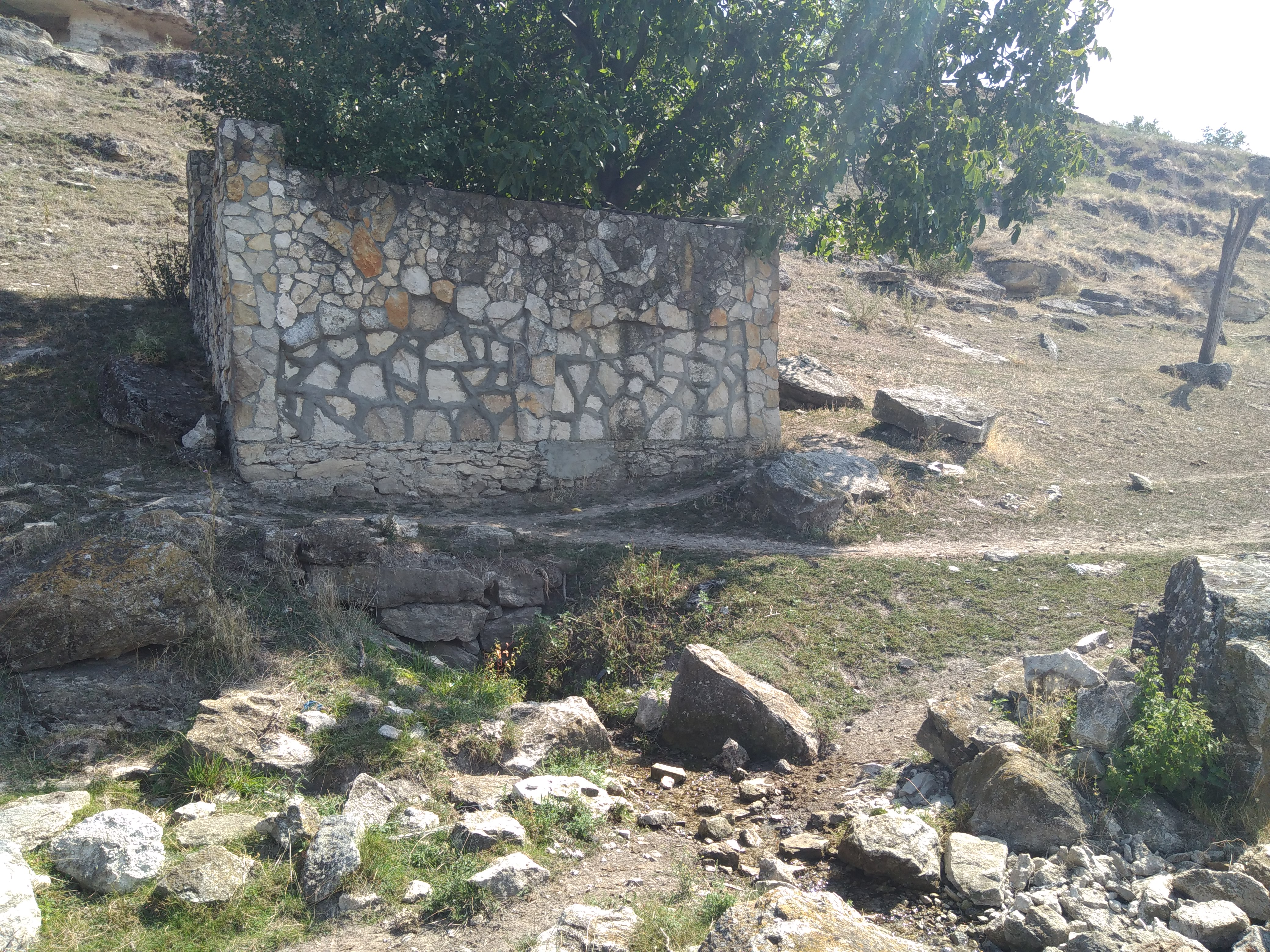
Scurgerea în Răut
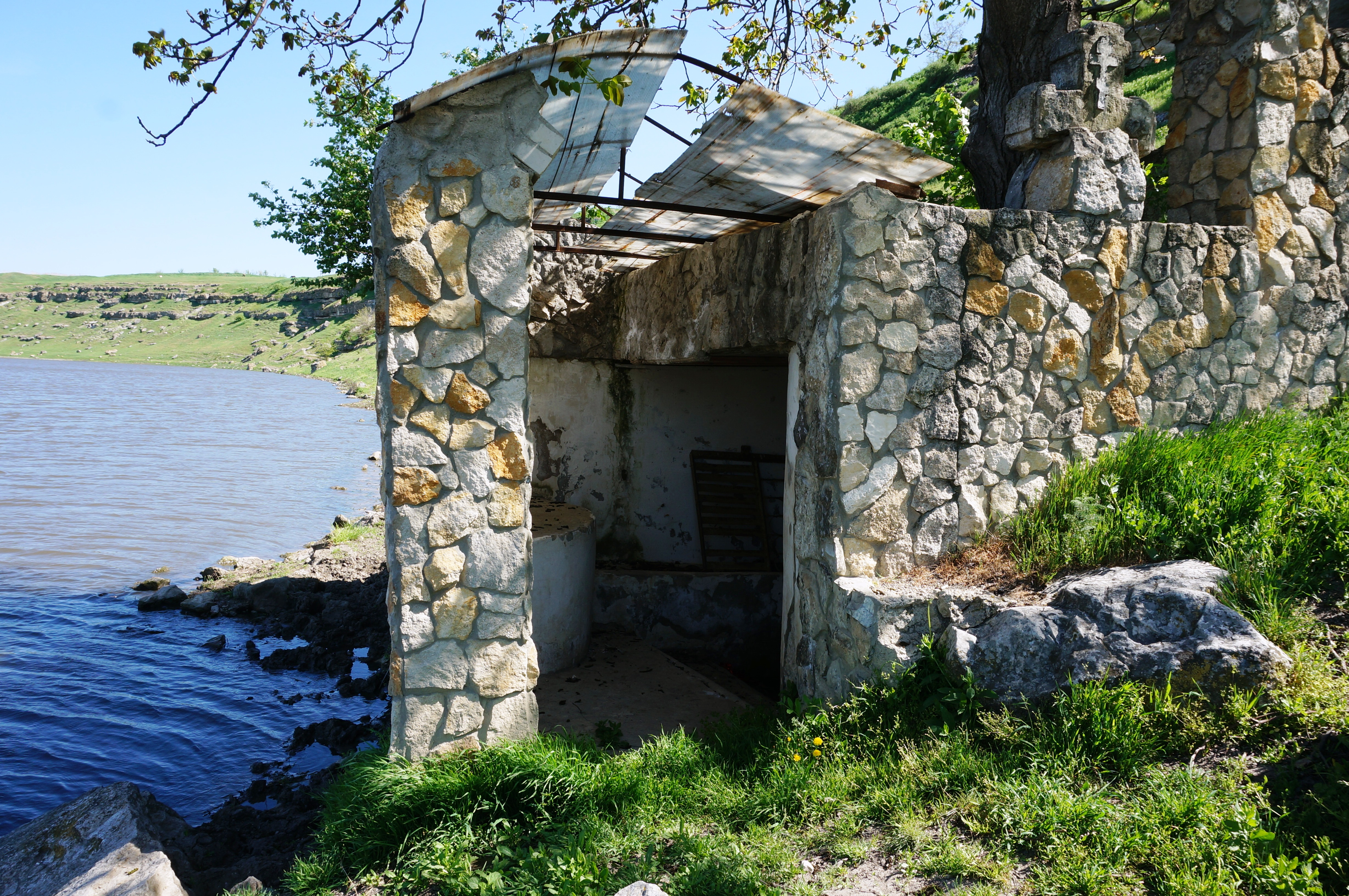
Intrarea spre izvor, inundată de Răut (2018)

Izvorul din aval

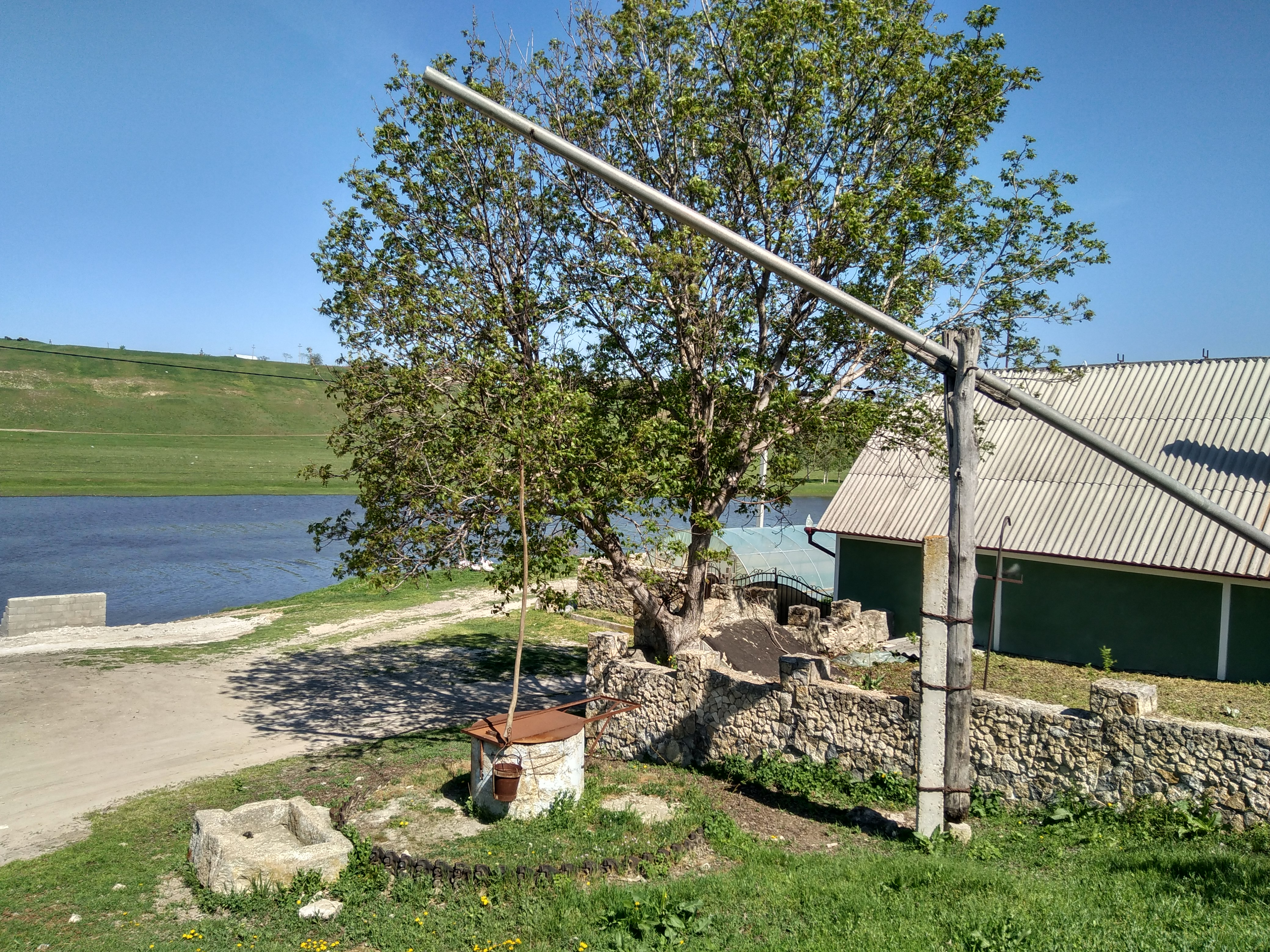
Izvorul se află în subsolul de lângă fântână
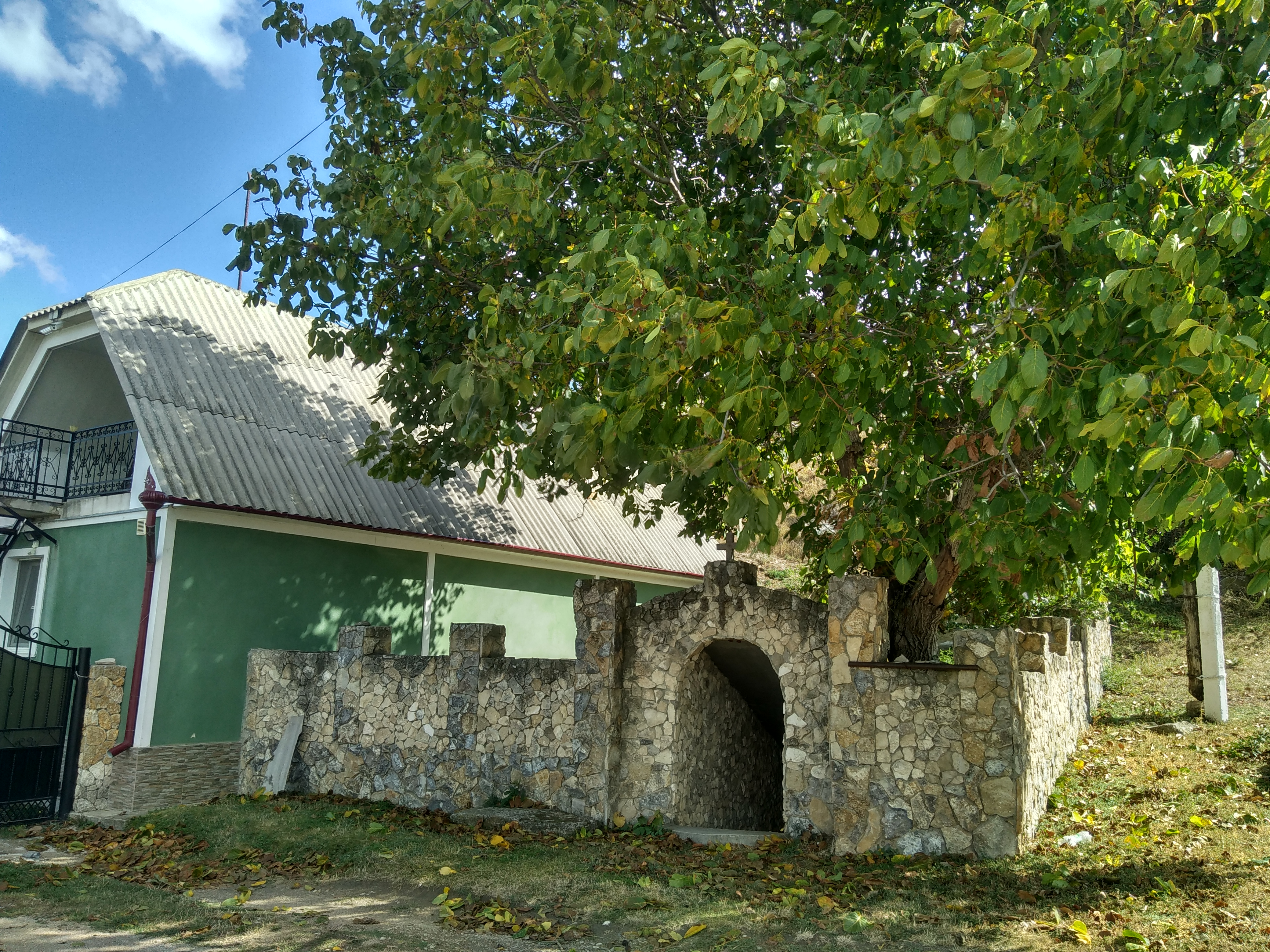
Vedere generală
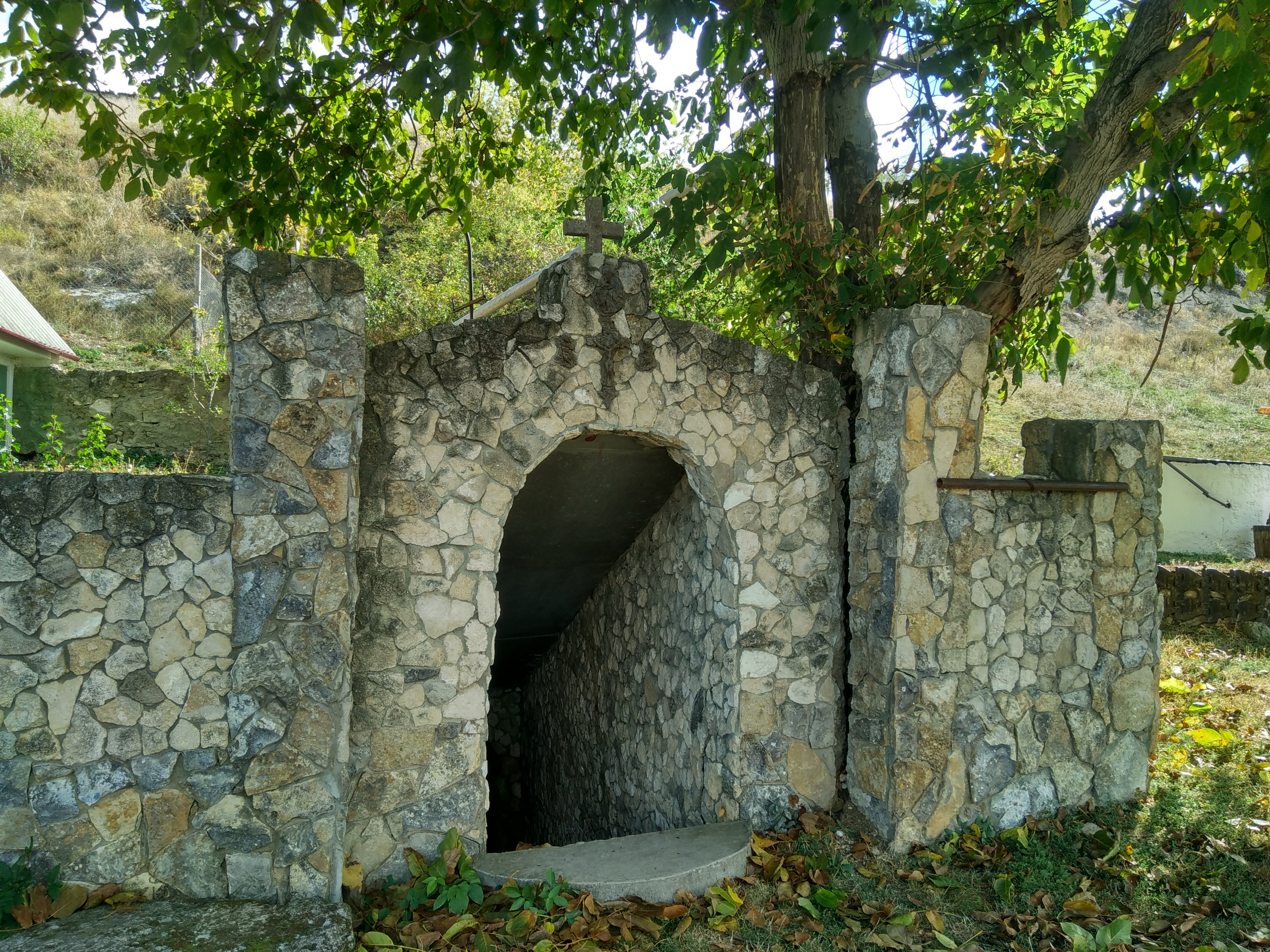
Intrare
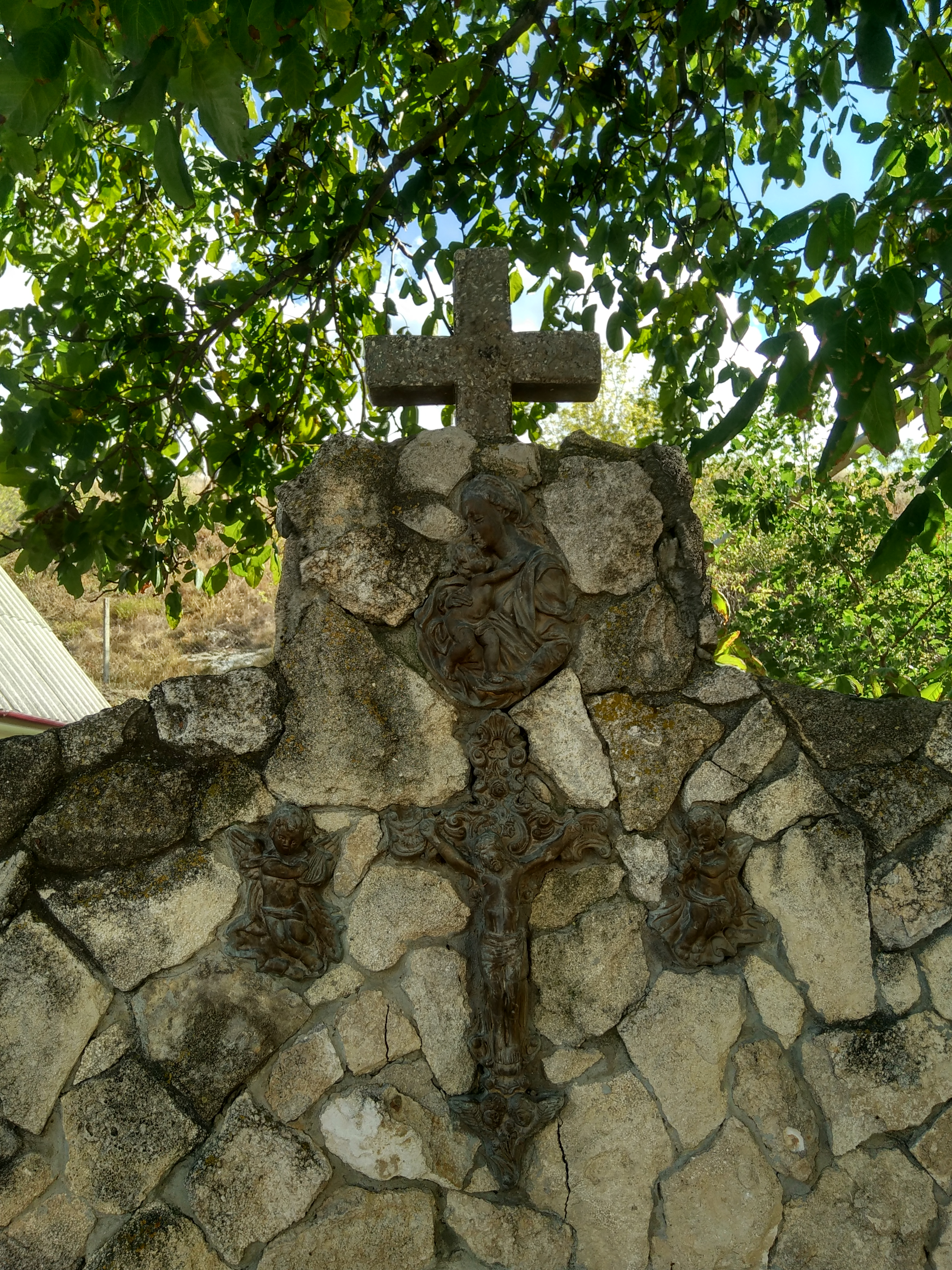
Element religios la intrare
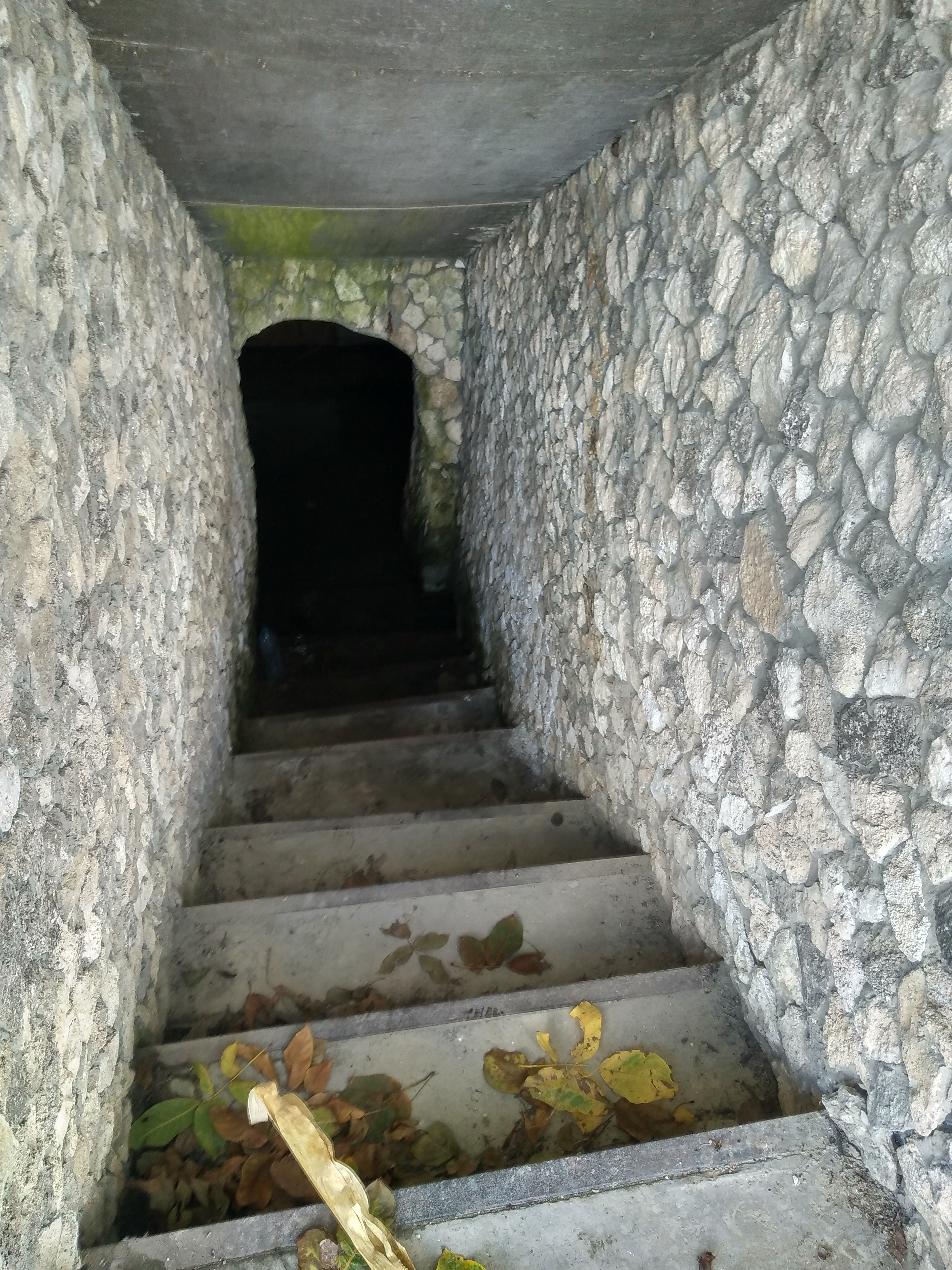
Scările de acces
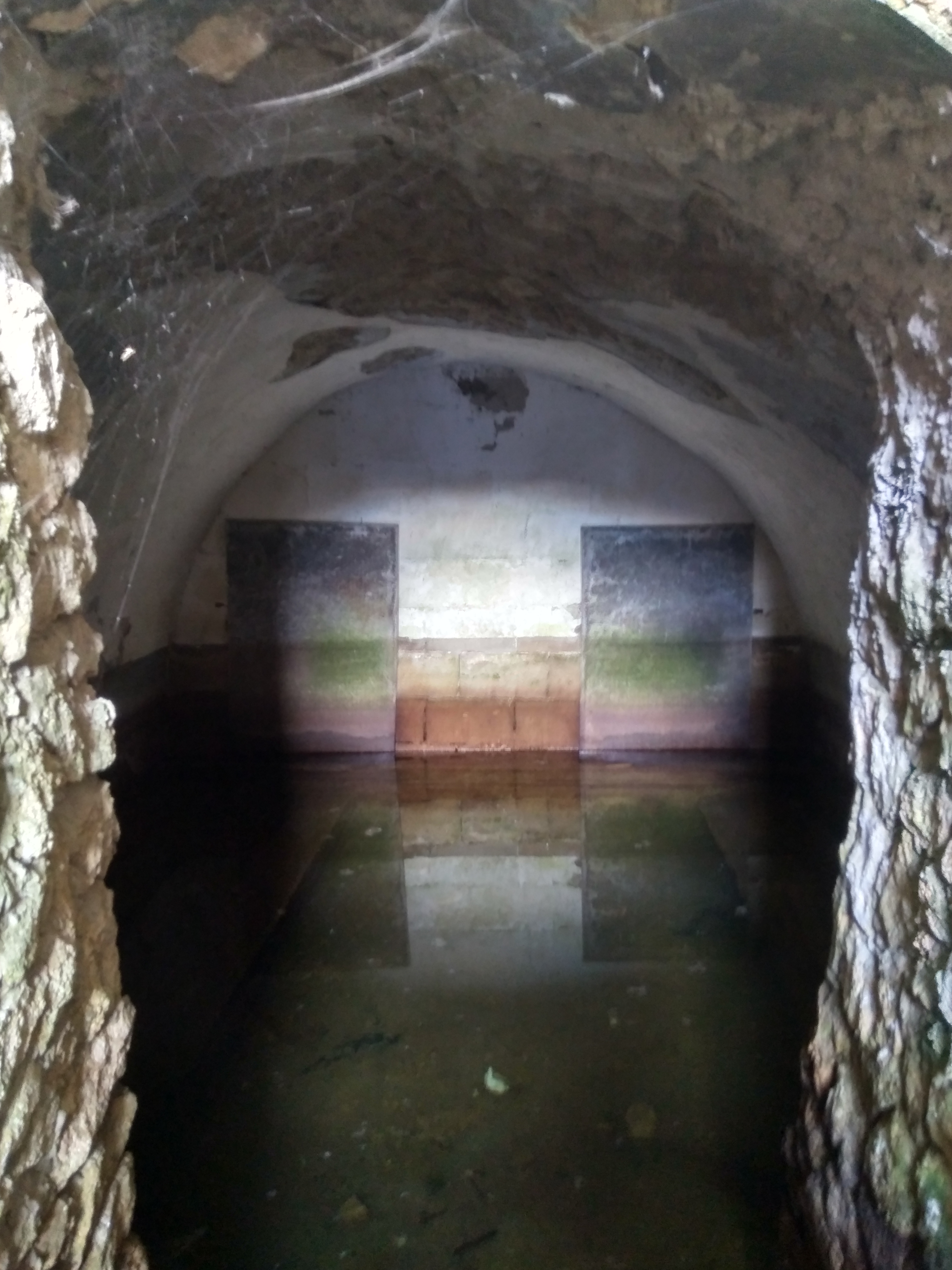
Camera de colectare a apei, inundată (2020)